# Classe OPV 54
La classe OPV 54 est une série de patrouilleurs de la Marine nationale française. Ils ont été construits entre 1994 et 1995 par les chantiers de la CMN.

## Caractéristiques
La mission principale des patrouilleurs OPV 54 est la surveillance maritime de la zone économique exclusive française, qui s'étend jusqu'à 200 nautiques des côtes. Dans ce cadre, ils mènent de nombreuses missions de police des pêches. 
Ils peuvent également accomplir des missions de lutte anti-pollution et des opérations d'assistance et de sauvetage en mer.

## Liste des navires de la classe
| Nom      | N°   | Mise sur cales | Mise à l'eau    | Mise en service  | Base navale |
| -------- | ---- | -------------- | --------------- | ---------------- | ----------- |
| Flamant  | P676 | 16 mars 1994   | 24 avril 1995   | 18 décembre 1997 | Cherbourg   |
| Cormoran | P677 | 25 mai 1994    | 15 mai 1995     | 29 octobre 1997  | Cherbourg   |
| Pluvier  | P678 | 7 mars 1995    | 2 décembre 1996 | 18 décembre 1997 | Cherbourg   |